# Films américains sortis en 1937
Listes de films américains
- 1933
- 1934
- 1935
- 1936
- 1937
- 1938
- 1939
- 1940
- 1941

Liste (non exhaustive) de films américains sortis en 1937.

The Life of Emile Zola remporte l'Oscar du meilleur film à la 10e cérémonie des Oscars organisée le 10 mars 1938.

## A-Z (ordre alphabétique des titres en anglais)
| Titre                                 | Réalisateur                                       | Distribution                                             | Genre                         | Note                |  |
| ------------------------------------- | ------------------------------------------------- | -------------------------------------------------------- | ----------------------------- | ------------------- |  |
| The 13th Man                          | William Nigh                                      | Weldon Hayburn, Milburn Stone, Robert Homans             | drame, Crime                  |                     |  |
| 45 Fathers                            | James Tinling                                     | Jane Withers, Richard Carle, Hattie McDaniel             | Comédie                       |                     |  |
| 52nd Street                           | Harold Young                                      | Dorothy Peterson, Kenny Baker, ZaSu Pitts                | Comédie, drame, Musical       |                     |  |
| Alcatraz Island                       | William C. McGann                                 | Ann Sheridan, George E. Stone, John Litel                | drame, Crime                  |                     |  |
| Ali Baba Goes to Town                 | David Butler                                      | Eddie Cantor, Tony Martin, Gypsy Rose Lee                | Comédie musicale              |                     |  |
| Amateur Crook                         | Sam Katzman                                       | Joan Barclay, Bruce Bennett, Vivien Oakland              | Comédie, drame                |                     |  |
| Angel                                 | Ernst Lubitsch                                    | Marlene Dietrich, Melvyn Douglas, Herbert Marshall       | Comédie, drame                |                     |  |
| Annapolis Salute                      | Christy Cabanne                                   | James Ellison, Marsha Hunt, Van Heflin                   | drame                         |                     |  |
| Artists and Models                    | Raoul Walsh                                       | Jack Benny, Ida Lupino, Richard Arlen                    | Comédie musicale              |                     |  |
| The Awful Truth                       | Leo McCarey                                       | Cary Grant, Irene Dunne, Ralph Bellamy                   | Comédie                       |                     |  |
| Back in Circulation                   | Ray Enright                                       | Pat O'Brien, Joan Blondell, Margaret Lindsay             | Comédie, drame                |                     |  |
| Bad Guy                               | Edward L. Cahn                                    | Bruce Cabot, Virginia Grey, Charley Grapewin             | drame, Crime                  |                     |  |
| The Barrier                           | Lesley Selander                                   | Leo Carrillo, Jean Parker, Otto Kruger                   | drame                         |                     |  |
| Battle of Greed                       | Howard Higgin                                     | James Bush, Jimmy Butler, Tom Keene                      | Western                       |                     |  |
| Beg, Borrow or Steal                  | Leonard Lee                                       | Florence Rice, Frank Morgan, Herman Bing                 | Comédie                       |                     |  |
| Big City                              | Frank Borzage                                     | Spencer Tracy, Luise Rainer, Eddie Quillan               | Comédie, drame                |                     |  |
| Big Town Girl                         | Alfred L. Werker                                  | Claire Trevor, Donald Woods, Spencer Charters            | Comédie, drame                |                     |  |
| Black Legion                          | Archie Mayo, Michael Curtiz                       | Humphrey Bogart, Ann Sheridan, Joe Sawyer                | drame                         |                     |  |
| Border Cafe                           | Lew Landers                                       | George Irving, Harry Carey, Leona Roberts                | Western                       |                     |  |
| Borderland (en)                       | Nate Watt                                         | William Boyd, Gabby Hayes, James Ellison                 | Western                       |                     |  |
| Born to the West                      | Charles Barton                                    | John Wayne, Marsha Hunt, Johnny Mack Brown               | Western                       |                     |  |
| Borneo                                | Truman H. Talley                                  | Lowell Thomas, Martin E. Johnson                         | Documentary                   |                     |  |
| Breakfast for Two                     | Alfred Santell                                    | Barbara Stanwyck, Glenda Farrell, Herbert Marshall       | Comédie                       |                     |  |
| The Bride Wore Red                    | Dorothy Arzner                                    | Joan Crawford, Franchot Tone, Billie Burke               | Comédie, drame                |                     |  |
| Broadway Melody of 1938               | Roy Del Ruth, Robert Magruder                     | Robert Taylor, Eleanor Powell, Judy Garland              | Comédie, Musical              |                     |  |
| Bulldog Drummond Comes Back           | Louis King                                        | John Howard, John Barrymore, Louise Campbell             | drame, Crime                  |                     |  |
| California Straight Ahead             | Arthur Lubin                                      | John Wayne, Theodore von Eltz, Robert McWade             | drame, Aventure               |                     |  |
| Call It a Day                         | Archie Mayo                                       | Olivia de Havilland, Alice Brady, Ian Hunter             | Comédie                       |                     |  |
| Captains Courageous                   | Victor Fleming                                    | Spencer Tracy, Freddie Bartholomew, Lionel Barrymore     | drame, Aventure               |                     |  |
| Champagne Waltz                       | A. Edward Sutherland                              | Fred MacMurray, Jack Oakie, Vivienne Osborne             | Comédie                       |                     |  |
| Charlie Chan at Monte Carlo           | Eugene Forde                                      | Warner Oland, Keye Luke, Virginia Field                  | Comédie, Film à énigme        |                     |  |
| Charlie Chan at the Olympics          | H. Bruce Humberstone                              | Warner Oland, Katherine DeMille                          | Film à énigme                 |                     |  |
| China Passage                         | Edward Killy                                      | Leslie Fenton, Vinton Hayworth, Constance Worth          | drame, Aventure               |                     |  |
| Confession                            | Joe May                                           | Kay Francis, Basil Rathbone, Ian Hunter                  | drame                         |                     |  |
| Conquest                              | Clarence Brown, Gustav Machaty                    | Greta Garbo, Charles Boyer, Dame May Whitty              | drame                         |                     |  |
| Counsel for Crime                     | John Brahm                                        | Otto Kruger, Douglass Montgomery, Thurston Hall          | drame, Crime                  |                     |  |
| Criminal Lawyer                       | Christy Cabanne                                   | Lee Tracy, Eduardo Ciannelli, William Stack              | drame                         |                     |  |
| A Damsel in Distress                  | George Stevens                                    | Fred Astaire, Joan Fontaine, Montagu Love                | Comédie, Musical              |                     |  |
| Danger – Love at Work                 | Otto Preminger                                    | Ann Sothern, Edward Everett Horton, John Carradine       | Comédie                       |                     |  |
| Dangerous Number                      | Richard Thorpe                                    | Robert Young, Ann Sothern, Cora Witherspoon              | Comédie                       |                     |  |
| Dark Manhattan                        | Ralph Cooper, Harry L. Fraser                     | Ralph Cooper, Clarence Brooks, Cleo Herndon              | drame, Crime                  |                     |  |
| Daughter of Shanghai                  | Robert Florey                                     | Anna May Wong, Buster Crabbe, Charles Bickford           | drame                         |                     |  |
| A Day at the Races                    | Sam Wood                                          | Groucho Marx, Chico Marx, Maureen O'Sullivan             | Comédie                       |                     |  |
| Dead End                              | William Wyler                                     | Sylvia Sidney, Joel McCrea, Humphrey Bogart              | drame, Crime                  |                     |  |
| The Devil's Playground                | Erle C. Kenton                                    | Dolores del Río, Richard Dix, Ward Bond                  | drame                         |                     |  |
| Don't Tell the Wife                   | Christy Cabanne                                   | Guy Kibbee, Una Merkel, Guinn Williams                   | Comédie                       |                     |  |
| Double or Nothing                     | Theodore Reed                                     | Bing Crosby, Mary Carlisle, Martha Raye                  | Comédie, Musical              |                     |  |
| Double Wedding                        | Richard Thorpe                                    | William Powell, Myrna Loy, Florence Rice                 | Comédie                       |                     |  |
| The Duke Comes Back                   | Irving Pichel                                     | Allan Lane, Heather Angel, Genevieve Tobin               | drame                         |                     |  |
| Easy Living                           | Mitchell Leisen                                   | Jean Arthur, Ray Milland, Edward Arnold                  | Comédie                       |                     |  |
| Ebb Tide                              | James Patrick Hogan                               | Frances Farmer, Ray Milland, Oskar Homolka               | drame, Aventure               |                     |  |
| Le Secret des chandeliers             | Cullen Landis                                     | William Powell, Lulu Rainer, Maureen O'Sullivan          | Drame                         |                     |  |
| Escape by Night                       | Hamilton MacFadden                                | William Hall, Dean Jagger, Ward Bond                     | drame, Crime                  |                     |  |
| Espionage                             | Kurt Neumann                                      | Edmund Lowe, Madge Evans, Paul Lukas                     | drame                         |                     |  |
| Ever Since Eve                        | Lloyd Bacon                                       | Marion Davies, Robert Montgomery                         | Romantic comedy               |                     |  |
| Every Day's a Holiday                 | A. Edward Sutherland                              | Mae West, Edmund Lowe, Louis Armstrong                   | Comédie                       |                     |  |
| Exclusive                             | Alexander Hall                                    | Fred MacMurray, Frances Farmer, Porter Hall              | Comédie, drame                |                     |  |
| Expensive Husbands                    | Brian Joerger                                     | Beverly Roberts, Patric Knowles, Allyn Joslyn            | Comédie                       |                     |  |
| Fair Warning                          | Norman Foster                                     | J. Edward Bromberg, Betty Furness, Bill Burrud           | drame, Film à énigme          |                     |  |
| A Family Affair                       | George B. Seitz                                   | Lionel Barrymore, Spring Byington, Mickey Rooney         | Comédie, drame                |                     |  |
| Fifty Roads to Town                   | Norman Taurog                                     | Don Ameche, Ann Sothern, Jane Darwell                    | Comédie                       |                     |  |
| Fight for Your Lady                   | Benjamin Stoloff                                  | John Boles, Ida Lupino, Jack Oakie                       | Comédie, Romance              |                     |  |
| The Firefly                           | Robert Z. Leonard                                 | Jeanette MacDonald, Allan Jones, Warren William          | drame, Musical                |                     |  |
| First Lady                            | Stanley Logan                                     | Kay Francis, Verree Teasdale, Walter Connolly            | Comédie                       |                     |  |
| Fit for a King                        | Edward Sedgwick                                   | Joe E. Brown, Helen Mack, Paul Kelly                     | Comédie                       |                     |  |
| Flight from Glory                     | Lew Landers                                       | Chester Morris, Van Heflin, Whitney Bourne               | drame                         |                     |  |
| The Girl Said No                      | Andrew L. Stone                                   | Irene Hervey, William Danforth, Vera Ross                | Comédie, Musical              |                     |  |
| A Girl With Ideas                     | S. Sylvan Simon                                   | Wendy Barrie, Walter Pidgeon, Kent Taylor                | Comédie                       |                     |  |
| Girls Can Play                        | Lambert Hillyer                                   | Julie Bishop, Charles Quigley, Rita Hayworth             | drame                         |                     |  |
| The Go-Getter                         | Busby Berkeley                                    | George Brent, Anita Louise, Henry O'Neill                | Comédie, Musical              |                     |  |
| The Gold Racket                       | Louis J. Gasnier                                  | Conrad Nagel, Eleanor Hunt, Fuzzy Knight                 | drame, Crime                  |                     |  |
| The Good Earth                        | Sidney Franklin, Victor Fleming                   | Paul Muni, Luise Rainer, Walter Connolly                 | drame                         |                     |  |
| The Great Gambini                     | Charles Vidor                                     | Marian Marsh, Akim Tamiroff, William Demarest            | drame, Film à énigme          |                     |  |
| The Great Garrick                     | James Whale                                       | Olivia de Havilland, Brian Aherne, Edward Everett Horton | Comédie, drame, Romance       |                     |  |
| Septième District The Great O'Malley) | William Dieterle                                  | Pat O'Brien, Humphrey Bogart, Ann Sheridan               | drame                         |                     |  |
| Green Fields                          | Edgar G. Ulmer                                    | Michael Goldstein, Helen Beverley                        | Comedy drame                  | Yiddish             |  |
| Green Light                           | Frank Borzage                                     | Errol Flynn, Anita Louise, Cedric Hardwicke              | drame                         |                     |  |
| Harlem on the Prairie                 | Jed Buell, Sam Newfield                           | Herb Jeffries, Mantan Moreland, Nathan Curry             | Western                       |                     |  |
| Her Husband Lies                      | Edward Ludwig                                     | Gail Patrick, Ricardo Cortez, Louis Calhern              | drame, Crime                  |                     |  |
| Heidi                                 | Allan Dwan                                        | Shirley Temple, Jean Hersholt, Arthur Treacher           | drame                         |                     |  |
| Heroes of the Alamo (en)              | Harry L. Fraser                                   | Rex Lease, Lane Chandler, Earle Hodgins                  | Western, War                  |                     |  |
| Hideaway                              | Richard Rosson                                    | J. Carrol Naish, Emma Dunn, Fred Stone                   | Comédie                       |                     |  |
| High, Wide and Handsome               | Rouben Mamoulian                                  | Irene Dunne, Randolph Scott, Dorothy Lamour              | Western, Musical              |                     |  |
| Hills of Old Wyoming                  | Nate Watt                                         | William Boyd, Gabby Hayes, Gail Sheridan                 | Western                       |                     |  |
| History Is Made at Night              | Frank Borzage                                     | Charles Boyer, Jean Arthur, Colin Clive                  | drame                         |                     |  |
| Hit Parade of 1937                    | Gus Meins                                         | Louise Henry, Phil Regan, Duke Ellington                 | Musical                       |                     |  |
| Hitting a New High                    | Raoul Walsh                                       | Lily Pons, Edward Everett Horton, Eric Blore             | Comédie, Musical              |                     |  |
| Hollywood Cowboy                      | Ewing Scott et George Sherman                     | George O'Brien, Cecilia Parker, Maude Eburne             | Western                       |                     |  |
| Hollywood Hotel                       | Busby Berkeley                                    | Dick Powell, Rosemary Lane, Hugh Herbert                 | Comédie, Musical              |                     |  |
| The Holy Terror                       | James Tinling                                     | Jane Withers, Joe E. Lewis, Tony Martin                  | Comédie, drame                |                     |  |
| The Hurricane                         | John Ford                                         | Dorothy Lamour, Mary Astor, Jon Hall                     | drame, Aventure               |                     |  |
| I Cover the War                       | Arthur Lubin                                      | John Wayne, Don Barclay, Charles Brokaw                  | drame, Action, War            |                     |  |
| I Met Him in Paris                    | Wesley Ruggles                                    | Claudette Colbert, Robert Young, Melvyn Douglas          | Comédie, Romance              |                     |  |
| I'll Take Romance                     | Edward H. Griffith                                | Grace Moore, Melvyn Douglas, Stuart Erwin                | Comédie, Musical              |                     |  |
| In Old Chicago                        | Henry King, Tyrone Power, Alice Brady, Don Ameche | drame, Action, Musical                                   |                               |                     |  |
| It Could Happen to You!               | Phil Rosen                                        | Alan Baxter, Andrea Leeds, Astrid Allwyn                 | Comédie, drame                |                     |  |
| It Happened in Hollywood              | Harry Lachman                                     | Fay Wray, Richard Dix, Franklin Pangborn                 | Comédie                       |                     |  |
| It's All Yours                        | Elliott Nugent                                    | Madeleine Carroll, Mischa Auer, Francis Lederer          | Comédie                       |                     |  |
| It's Love I'm After                   | Archie Mayo                                       | Bette Davis, Olivia de Havilland, Leslie Howard          | Comédie, Romance              |                     |  |
| Kid Galahad                           | Michael Curtiz                                    | Edward G. Robinson, Bette Davis, Humphrey Bogart         | drame, Crime                  |                     |  |
| The King and the Chorus Girl          | Mervyn LeRoy                                      | Joan Blondell, Fernand Gravey, Edward Everett Horton     | Comédie                       |                     |  |
| King of Gamblers                      | Robert Florey                                     | Akim Tamiroff, Claire Trevor, Lloyd Nolan                | drame                         |                     |  |
| Lancer Spy                            | Gregory Ratoff                                    | Dolores del Río, George Sanders, Peter Lorre             | Comédie                       |                     |  |
| The Last Gangster                     | Edward Ludwig                                     | Edward G. Robinson, James Stewart, Douglas Scott         | drame, Crime                  |                     |  |
| The Last of Mrs. Cheyney              | Dorothy Arzner                                    | Joan Crawford, William Powell, Nigel Bruce               | Comédie, drame                |                     |  |
| The Last Train from Madrid            | James Patrick Hogan                               | Dorothy Lamour, Lew Ayres, Anthony Quinn                 | drame                         |                     |  |
| Let's Get Married                     | Alfred E. Green                                   | Ida Lupino, Ralph Bellamy, Walter Connolly               | Comédie                       |                     |  |
| The Life of Émile Zola                | William Dieterle                                  | Paul Muni, Joseph Schildkraut, Gale Sondergaard          | drame                         |                     |  |
| The Life of the Party (en)            | William A. Seiter                                 | Billy Gilbert, Franklin Pangborn, Ann Miller             | Comédie, Musical              |                     |  |
| Live, Love and Learn                  | George Fitzmaurice                                | Rosalind Russell, Robert Benchley, Monty Woolley         | Comédie                       |                     |  |
| Living on Love                        | Lew Landers                                       | Whitney Bourne, Joan Woodbury, James Dunn                | Comédie, Musical              |                     |  |
| Lost Horizon                          | Frank Capra                                       | Ronald Colman, Jane Wyatt, H. B. Warner                  | drame, Aventure, Fantasy      |                     |  |
| Love Is on the Air                    | Nick Grinde                                       | Ronald Reagan, June Travis, Eddie Acuff                  | drame, Romance                |                     |  |
| Love Takes Flight                     | Conrad Nagel                                      | Bruce Cabot, Beatrice Roberts, Edwin Maxwell             | drame, Romance                |                     |  |
| Love Under Fire                       | George Marshall                                   | Loretta Young, Don Ameche, Katherine DeMille             | drame                         |                     |  |
| Madame X                              | Sam Wood                                          | Gladys George, Warren William, Reginald Owen             | drame                         |                     |  |
| Maid of Salem                         | Frank Lloyd                                       | Claudette Colbert, Fred MacMurray, Gale Sondergaard      | drame                         |                     |  |
| Make Way for Tomorrow                 | Leo McCarey                                       | Victor Moore, Beulah Bondi, Thomas Mitchell              | drame                         |                     |  |
| Mama Steps Out                        | George B. Seitz, Anita Loos                       | Alice Brady, Gene Lockhart, Guy Kibbee                   | Comédie                       |                     |  |
| Man of the People                     | Edwin L. Marin                                    | Joseph Calleia, Florence Rice, Ted Healy                 | drame                         |                     |  |
| The Man Who Cried Wolf                | Lewis R. Foster                                   | Lewis Stone, Jameson Thomas                              | drame                         |                     |  |
| The Man Who Found Himself             | Lew Landers                                       | Joan Fontaine, George Irving, John Beal                  | drame                         |                     |  |
| Manhattan Merry-Go-Round              | Charles Reisner                                   | Ann Dvorak, Cab Calloway, Louis Prima                    | Musical                       |                     |  |
| Mannequin                             | Frank Borzage                                     | Joan Crawford, Spencer Tracy, Alan Curtis                | drame                         |                     |  |
| Marked Woman                          | Lloyd Bacon, Michael Curtiz                       | Bette Davis, Humphrey Bogart, Eduardo Ciannelli          | drame, Crime                  |                     |  |
| Married Before Breakfast              | Edwin L. Marin                                    | Robert Young, Florence Rice, Barnett Parker              | Comédie                       |                     |  |
| Marry the Girl                        | William C. McGann                                 | Mary Boland, Hugh Herbert, Mischa Auer                   | Comédie                       |                     |  |
| Maytime                               | Robert Z. Leonard                                 | Jeanette MacDonald, Nelson Eddy, John Barrymore          | drame, Musical                |                     |  |
| Midnight Court                        | Frank McDonald                                    | Ann Dvorak, Carlyle Moore, Jr., John Litel               | drame                         |                     |  |
| A Million to One                      | Lynn Shores                                       | Bruce Bennett, Joan Fontaine, Monte Blue                 | drame                         | Film de sports      |  |
| Mountain Justice                      | Michael Curtiz                                    | Josephine Hutchinson, Guy Kibbee, George Brent           | drame                         |                     |  |
| Murder in Greenwich Village           | Albert S. Rogell                                  | Fay Wray, Richard Arlen, Raymond Walburn                 | drame, Comédie, Film à énigme |                     |  |
| Navy Blue and Gold                    | Sam Wood                                          | James Stewart, Robert Young, Lionel Barrymore            | Comédie, drame                | Film de sports      |  |
| Night Club Scandal                    | Ralph Murphy                                      | John Barrymore, Louise Campbell, Lynne Overman           | drame                         |                     |  |
| Night Key                             | Lloyd Corrigan                                    | Boris Karloff, Jean Rogers, Alan Baxter                  | drame, Crime                  |                     |  |
| Night Must Fall                       | Richard Thorpe                                    | Rosalind Russell, Robert Montgomery, Dame May Whitty     | drame                         |                     |  |
| Nobody's Baby                         | Gus Meins                                         | Patsy Kelly, Lyda Roberti, Lynne Overman                 | Comédie                       |                     |  |
| North of the Rio Grande               | Nate Watt                                         | William Boyd, Gabby Hayes, Lee J. Cobb                   | Western                       |                     |  |
| Nothing Sacred                        | William A. Wellman                                | Carole Lombard, Fredric March, Walter Connolly           | Comédie                       |                     |  |
| Oh, Doctor!                           | Ray McCarey                                       | Edward Everett Horton, Eve Arden, Thurston Hall          | Comédie                       |                     |  |
| Old Louisiana                         | Irvin Willat, Mary Ireland                        | Rita Hayworth, Ramsay Hill, Allan Cavan                  | drame                         |                     |  |
| On the Avenue                         | Roy Del Ruth                                      | Dick Powell, Madeleine Carroll, The Ritz Brothers        | Comédie, Musical              |                     |  |
| One Hundred Men and a Girl            | Henry Koster                                      | Deanna Durbin, Adolphe Menjou, Alice Brady               | Comédie, Musical              |                     |  |
| One Mile from Heaven                  | Allan Dwan                                        | Claire Trevor, Fredi Washington, Sally Blane             | drame                         |                     |  |
| Outcast                               | Robert Florey                                     | Warren William, Karen Morley, Lewis Stone                | drame                         |                     |  |
| The Outcasts of Poker Flat            | Christy Cabanne                                   | Preston Foster, Virginia Weidler, Van Heflin             | Western                       |                     |  |
| Park Avenue Logger                    | David Howard                                      | George O'Brien, Beatrice Roberts, Ward Bond              | Western                       |                     |  |
| Parnell                               | John M. Stahl                                     | Clark Gable, Myrna Loy, Alan Marshal                     | drame                         | Film biographique   |  |
| Partners in Crime                     | Ralph Murphy                                      | Lynne Overman, Roscoe Karns, Anthony Quinn               | drame, Crime                  |                     |  |
| The Perfect Specimen                  | Michael Curtiz                                    | Errol Flynn, Joan Blondell, Hugh Herbert                 | Comédie                       |                     |  |
| Personal Property                     | W. S. Van Dyke                                    | Reginald Owen, Robert Taylor, E. E. Clive                | Comédie, Romance              |                     |  |
| Pick a Star                           | Edward Sedgwick                                   | Rosina Lawrence, Jack Haley, Lyda Roberti                | Comédie, Musical              |                     |  |
| Prescription for Romance              | S. Sylvan Simon                                   | Wendy Barrie, Kent Taylor, Mischa Auer                   | Comédie, Romance              |                     |  |
| The Prince and the Pauper             | William Keighley                                  | Errol Flynn, Claude Rains, Henry Stephenson              | drame, Aventure               |                     |  |
| The Prisoner of Zenda                 | John Cromwell, W. S. Van Dyke                     | Ronald Colman, Douglas Fairbanks, Jr., Raymond Massey    | drame, Aventure               |                     |  |
| Quality Street                        | George Stevens                                    | Katharine Hepburn, Franchot Tone, Estelle Winwood        | Comédie, drame, Romance       |                     |  |
| Ready, Willing and Able               | Ray Enright                                       | Ruby Keeler, Wini Shaw, Carol Hughes                     | Comédie, Musical              |                     |  |
| Riding on Air                         | Edward Sedgwick                                   | Joe E. Brown, Guy Kibbee, Florence Rice                  | Comédie, Aventure             |                     |  |
| The Road Back                         | James Whale                                       | Slim Summerville, Andy Devine, John Emery                | drame                         |                     |  |
| Rosalie                               | W. S. Van Dyke                                    | Eleanor Powell, Nelson Eddy, Ray Bolger                  | Comédie, Musical              |                     |  |
| San Quentin                           | Lloyd Bacon                                       | Pat O'Brien, Humphrey Bogart, Ann Sheridan               | drame                         |                     |  |
| Saratoga                              | Jack Conway                                       | Clark Gable, Frank Morgan, Lionel Barrymore              | Comédie, drame                |                     |  |
| Sea Devils                            | Benjamin Stoloff                                  | Victor McLaglen, Ida Lupino, Preston Foster              | drame, Action, Aventure       |                     |  |
| Second Honeymoon                      | Walter Lang                                       | Loretta Young, Tyrone Power, Claire Trevor               | Comédie                       |                     |  |
| Seventh Heaven                        | Henry King                                        | James Stewart, Simone Simon, Jean Hersholt               | drame, Romance                |                     |  |
| Shall We Dance                        | Mark Sandrich                                     | Fred Astaire, Ginger Rogers, Edward Everett Horton       | Comédie, Musical              |                     |  |
| She Had to Eat                        | Malcolm St. Clair                                 | Rochelle Hudson, Jack Haley, Eugene Pallette             | Comédie                       |                     |  |
| She's Dangerous                       | Lewis R. Foster                                   | Tala Birell, Cesar Romero, Walter Pidgeon                | drame, Crime                  |                     |  |
| She's Got Everything                  | Joseph Santley                                    | Ann Sothern, Gene Raymond, Helen Broderick               | Comédie                       |                     |  |
| Sky Racket                            | Sam Katzman                                       | Bruce Bennett, Monte Blue, Hattie McDaniel               | drame, Science fiction        |                     |  |
| Slave Ship                            | Tay Garnett                                       | Wallace Beery, Warner Baxter, Mickey Rooney              | drame, Aventure               |                     |  |
| Slaves in Bondage                     | Elmer Clifton                                     | Lona Andre, Wheeler Oakman, Florence Dudley              | drame, Crime                  | Film d'exploitation |  |
| Rivalité (Slim)                       | Ray Enright                                       | Henry Fonda, Pat O'Brien                                 | drame                         |                     |  |
| Small Town Boy                        | Glenn Tryon                                       | Stuart Erwin, Joyce Compton, Dorothy Appleby             | Comédie                       |                     |  |
| Snow White and the Seven Dwarfs       | David Hand                                        | Voix d'Adriana Caselotti et Billy Gilbert                | Animated, Musical             |                     |  |
| The Soldier and the Lady              | George Nichols, Jr.                               | Anton Walbrook, Elizabeth Allan, Akim Tamiroff           | drame, Aventure               |                     |  |
| Something to Sing About               | Victor Schertzinger                               | James Cagney, Evelyn Daw, Mona Barrie                    | Comédie, Musical              |                     |  |
| Song of the City                      | Errol Taggart                                     | Margaret Lindsay, Dean Jagger, Nat Pendleton             | drame, Musical                |                     |  |
| SOS vertu !                           | Leigh Jason                                       | Miriam Hopkins, Ray Milland, Guinn Williams              | Comédie                       |                     |  |
| Souls at Sea                          | Henry Hathaway                                    | Gary Cooper, George Raft, Robert Cummings                | drame, Aventure               |                     |  |
| Stage Door                            | Gregory La Cava                                   | Katharine Hepburn, Ginger Rogers, Adolphe Menjou         | drame                         |                     |  |
| Stand-In                              | Tay Garnett                                       | Leslie Howard, Humphrey Bogart, Joan Blondell            | Comédie                       |                     |  |
| A Star Is Born                        | William A. Wellman                                | Fredric March, Janet Gaynor, Adolphe Menjou              | drame                         |                     |  |
| Stella Dallas                         | King Vidor                                        | Barbara Stanwyck, John Boles, Alan Hale                  | drame                         |                     |  |
| Stolen Holiday                        | Michael Curtiz                                    | Kay Francis, Claude Rains, Ian Hunter                    | drame                         |                     |  |
| Submarine D-1                         | Lloyd Bacon                                       | Pat O'Brien, George Brent, Wayne Morris                  | drame, Aventure               |                     |  |
| Super-Sleuth                          | Benjamin Stoloff                                  | Jack Oakie, Ann Sothern, Paul Guilfoyle                  | Comédie                       |                     |  |
| Swing High, Swing Low                 | Mitchell Leisen                                   | Dorothy Lamour, Carole Lombard, Fred MacMurray           | drame, Musical                |                     |  |
| Talent Scout                          | William Clemens                                   | Donald Woods, Jeanne Madden, Fred Lawrence               | drame                         |                     |  |
| Telephone Operator                    | Scott Pembroke                                    | Judith Allen, Alice White, Pat Flaherty                  | drame, Action                 |                     |  |
| Tenth Avenue Kid                      | Bernard Vorhaus                                   | Bruce Cabot, Beverly Roberts, Horace McMahon             | drame, Crime                  |                     |  |
| That Certain Woman                    | Edmund Goulding                                   | Bette Davis, Henry Fonda, Anita Louise                   | drame                         |                     |  |
| There Goes My Girl                    | Ben Holmes                                        | Ann Sothern, Gene Raymond, Richard Lane                  | Comédie                       |                     |  |
| They Gave Him a Gun                   | W. S. Van Dyke                                    | Spencer Tracy, Gladys George, Franchot Tone              | drame                         |                     |  |
| They Won't Forget                     | Mervyn LeRoy                                      | Claude Rains, Lana Turner, Otto Kruger                   | drame, Film à énigme          |                     |  |
| Thin Ice                              | Sidney Lanfield                                   | Tyrone Power, Sonja Henie, Arthur Treacher               | Comédie, Romance              |                     |  |
| Think Fast, Mr. Moto                  | Norman Foster                                     | Peter Lorre, Virginia Field, Thomas Beck                 | drame, Film à énigme          |                     |  |
| The Thirteenth Chair                  | George B. Seitz                                   | Dame May Whitty, Lewis Stone, Elissa Landi               | drame, Film à énigme          |                     |  |
| This Is My Affair                     | William A. Seiter                                 | Robert Taylor, Barbara Stanwyck, Brian Donlevy           | drame                         |                     |  |
| This Way Please                       | Robert Florey                                     | Betty Grable, Charles Rogers, Porter Hall                | Comédie, Musical              |                     |  |
| The Toast of New York                 | Rowland V. Lee                                    | Cary Grant, Frances Farmer, Edward Arnold                | Comédie, drame                |                     |  |
| Topper                                | Eric Hatch (en), Norman Z. McLeod                 | Constance Bennett, Roland Young, Cary Grant              | Comédie                       |                     |  |
| Tovarich                              | Anatole Litvak                                    | Claudette Colbert, Charles Boyer, Basil Rathbone         | Comédie                       |                     |  |
| True Confession                       | Wesley Ruggles                                    | Carole Lombard, Fred MacMurray, John Barrymore           | Comédie, drame                |                     |  |
| Under the Red Robe                    | Victor Sjöström                                   | Conrad Veidt, Raymond Massey, Annabella                  | drame, Aventure               |                     |  |
| Underworld                            | Oscar Micheaux                                    | Bee Freeman, Sol Johnson, Ethel Moses                    | drame                         |                     |  |
| Wake Up and Live                      | Sidney Lanfield                                   | Patsy Kelly, Ben Bernie, Walter Winchell                 | Comédie, Musical              |                     |  |
| Way Out West                          | James W. Horne                                    | Stan Laurel, Oliver Hardy, James Finlayson               | Comédie                       |                     |  |
| We Who Are About to Die               | Christy Cabanne                                   | Ann Dvorak, Preston Foster, Willie Fung                  | drame, Crime                  |                     |  |
| Wee Willie Winkie                     | John Ford                                         | Shirley Temple, Victor McLaglen, C. Aubrey Smith         | Aventure                      |                     |  |
| We're On The Jury                     | Ben Holmes                                        | Victor Moore, Helen Broderick, Charles Lane              | Comédie                       |                     |  |
| Wells Fargo                           | Frank Lloyd                                       | Joel McCrea, Frances Dee, Porter Hall                    | drame, Western                |                     |  |
| West of Shanghai                      | John Farrow, Crane Wilbur                         | Boris Karloff, Ricardo Cortez, Beverly Roberts           | drame, Aventure               |                     |  |
| When You're in Love                   | Harry Lachman, Robert Riskin                      | Cary Grant, Grace Moore, Aline MacMahon                  | Comédie, Romance              |                     |  |
| Wife, Doctor and Nurse                | Walter Lang                                       | Loretta Young, Warner Baxter, Virginia Bruce             | Comédie                       |                     |  |
| Wild and Woolly                       | Alfred L. Werker                                  | Jane Withers, Walter Brennan, Lon Chaney, Jr.            | Comédie, Western              |                     |  |
| Wild Money                            | Louis King                                        | Edward Everett Horton, Louise Campbell, Lynne Overman    | Comédie, drame                |                     |  |
| Wine, Women and Horses                | James Van Trees, Louis King                       | Ann Sheridan, Barton MacLane, Walter Cassel              | drame                         |                     |  |
| Woman Chases Man                      | John G. Blystone                                  | Charles Winninger, Miriam Hopkins, Joel McCrea           | Comédie                       |                     |  |
| The Woman I Love                      | Anatole Litvak                                    | Paul Muni, Miriam Hopkins, Louis Hayward                 | drame, War                    |                     |  |
| Yodelice Kid from Pine Ridge          | Cullen Landis                                     | Gene Autry, Betty Bronson, Fred Toones                   | Western                       |                     |  |
| You Can't Beat Love                   | Christy Cabanne                                   | Preston Foster, Joan Fontaine, Herbert Mundin            | Comédie, Romance              |                     |  |
| You Can't Have Everything             | Norman Taurog                                     | Alice Faye, Gypsy Rose Lee, The Ritz Brothers            | Comédie, Musical              |                     |  |
| You Only Live Once                    | Fritz Lang                                        | Sylvia Sidney, Henry Fonda, Barton MacLane               | drame                         |                     |  |
| You're Only Young Once                | George B. Seitz                                   | Mickey Rooney, Lewis Stone, Cecilia Parker               | Comedy                        |                     |  |

## Source de la traduction
- (en) Cet article est partiellement ou en totalité issu de l’article de Wikipédia en anglais intitulé « List of American films of 1937 » (voir la liste des auteurs).